# Villa Militar (Piura)
Villa Militar es una localidad peruana ubicada en el distrito de Las Lomas, perteneciente a la provincia y departamento de Piura, al norte del Perú. 

## Ubicación
Villa Militar se ubica al norte de la provincia de Piura, en el distrito de Las Lomas, en el departamento de Piura.

## Demografía
En 2017 Villa Militar tenía una población de 48 habitantes.
| Gráfica de evolución demográfica de Villa Militar entre 1993 y 2017 |
|                                                                     |
| Fuentes: Población 1993 y 2017                                      |